# Federico Vitali
Federico Vitali (* 9. Juli 1982) ist ein ehemaliger italienischer Radrennfahrer.

## Karriere
Federico Vitali gewann 2006 und 2008 das italienische Eintagesrennen Giro Ciclistico del Cigno. Im  Jahr 2007 belegte den dritten Platz bei der nationalen Meisterschaft im Straßenrennen der Elitefahrer ohne Profivertrag. Am Ende des Jahres fuhr er für das Professional Continental Team Serramenti PVC Diquigiovanni als Stagiaire.

## Teams
- 2007 Serramenti PVC Diquigiovanni (Stagiaire)